# Helmholtzsche Wirbelsätze

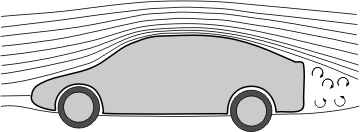
Gekrümmte aber wirbelfreie Strömung abseits von Strömungsabrissen

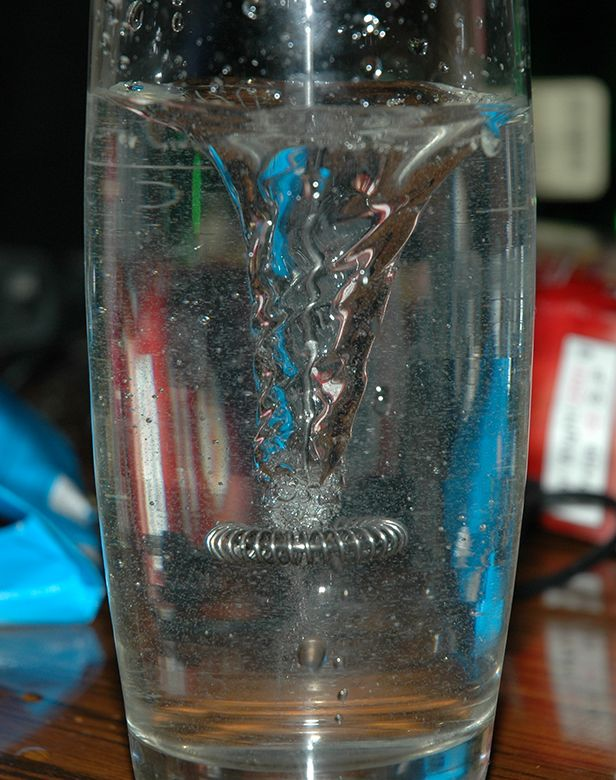
Wasserwirbel (Strudel) in einem Glas

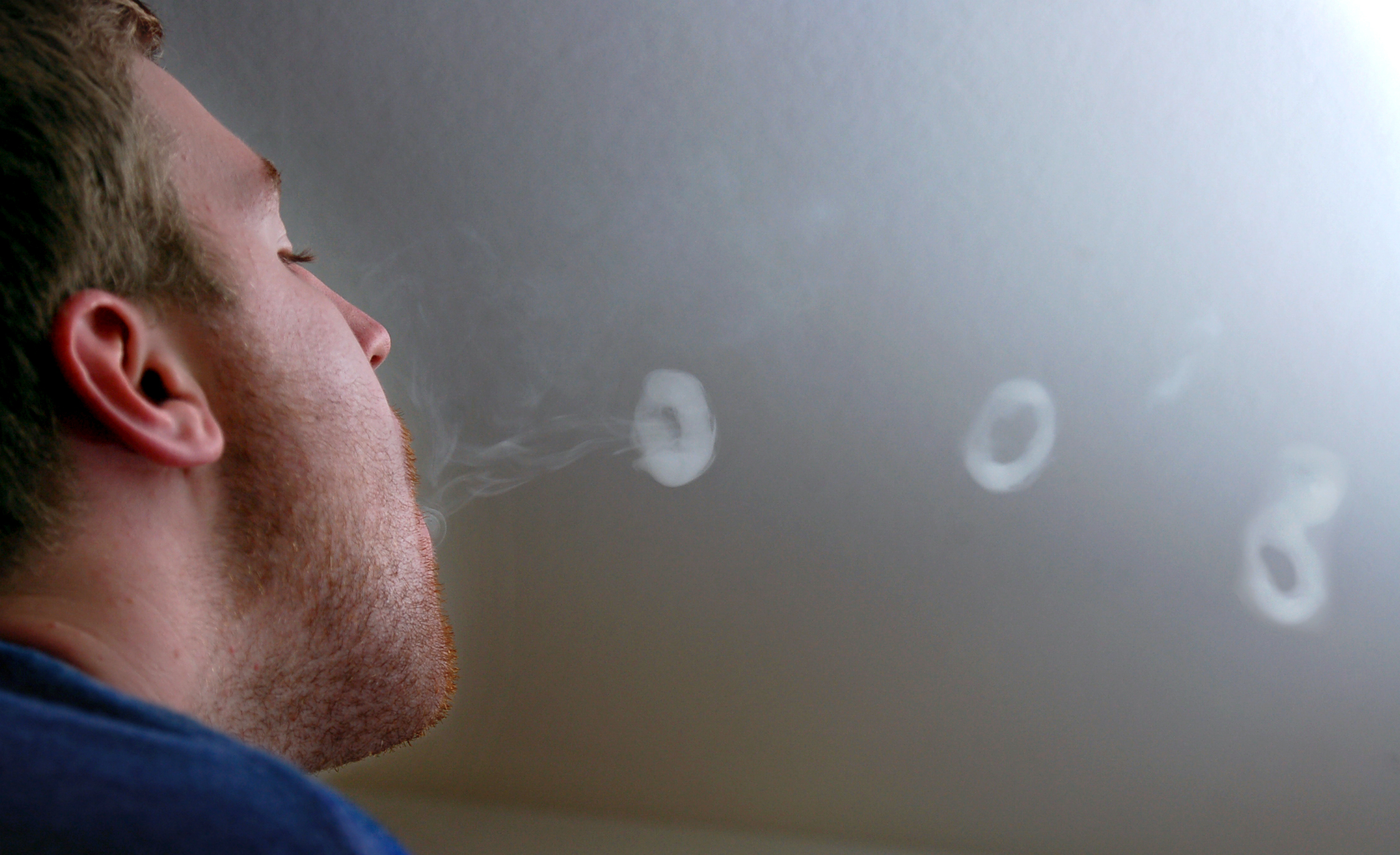
Rauchringe

Die Helmholtz’schen Wirbelsätze von Hermann von Helmholtz geben Auskunft über das Verhalten von Wirbeln in Strömungen barotroper, viskositätsfreier Fluide.
Diese Annahmen passen abseits von hydrodynamischen Grenzschichten gut zu Strömungen von Fluiden mit niedriger Viskosität (etwas ungenau innere Reibung). Viskositätsfreiheit ist bei realen Gasen bei niedrigen Drücken und hohen Temperaturen eine probate Annahme. Die Benennung der Wirbelsätze ist in der Literatur nicht einheitlich. Die Auflistung hier folgt Helmholtz.
Erster Helmholtz’scher WirbelsatzIn Abwesenheit von wirbelanfachenden äußeren Kräften bleiben wirbelfreie Strömungsgebiete wirbelfrei.
Zweiter Helmholtz’scher WirbelsatzFluidelemente, die auf einer Wirbellinie liegen, verbleiben auf dieser Wirbellinie. Wirbellinien sind daher materielle Linien.
Dritter Helmholtz’scher WirbelsatzDie Zirkulation entlang einer Wirbelröhre ist konstant. Eine Wirbellinie kann deshalb im Fluid nicht enden. Wirbellinien sind also – wie Stromlinien in quellenfreien Strömungen – geschlossen, buchstäblich unendlich oder laufen auf den Rand.
Auch wenn die Voraussetzungen der Wirbelsätze in realen Strömungen nur näherungsweise gegeben sind, erklären sie
- warum Wirbel in kurvenreichen, aber nicht im Kreis fließenden[F 1], laminaren Strömungen nicht ohne Weiteres (ohne Grenzschichteffekte wie Strömungsabrisse) entstehen, siehe oberes Bild,
- warum durch Quirle angeregte Wirbel dazu neigen, durch das gesamte Fluid reichende Wirbelröhren auszubilden, siehe mittleres Bild, und
- warum Rauchringe bemerkenswert stabil sind, siehe unteres Bild.

## Voraussetzungen
Eine bei der theoretischen Beschreibung der Wirbel zentrale Größe ist die Wirbeldichte oder der Wirbelvektor
{\displaystyle {\vec {\omega }}:=\operatorname {rot} \,{\vec {v}}\,,}
der die Rotation des Geschwindigkeitsfelds {\displaystyle {\vec {v}}} ist. Gelegentlich wird auch {\displaystyle {\vec {\omega }}={\tfrac {1}{2}}\operatorname {rot} {\vec {v}}} gesetzt, was keinen wesentlichen Unterschied ausmacht.
Analog zur Stromlinie wird die Wirbellinie definiert: So wie der Geschwindigkeitsvektor tangential zur Stromlinie ist, so ist der Wirbelvektor tangential zur Wirbellinie. Eine Wirbelfläche ist eine von Wirbellinien gebildete Fläche in der Strömung und eine Wirbelröhre ist ein röhrenförmiger Bereich, dessen Mantelfläche aus Wirbellinien besteht. Ein Wirbelfaden ist – analog zum Stromfaden – eine Wirbelröhre mit (infinitesimal) kleinem Querschnitt, so dass die Fluideigenschaften im Wirbelfaden als über den Querschnitt konstant angenommen werden können.
Helmholtz setzte für seine Herleitungen Potentialströmungen voraus. Der Kelvin’sche Wirbelsatz ist zwar historisch nach den Helmholtz’schen Wirbelsätzen formuliert worden, dient aber heute dazu letztere zu beweisen und kommt dabei ohne die Annahme eines Geschwindigkeitspotentials aus. Er lautet:
In der Strömung eines barotropen, viskositätsfreien Fluids in einem konservativen Schwerefeld ist die Zirkulation {\displaystyle \Gamma } der Geschwindigkeit {\displaystyle {\vec {v}}} um eine geschlossene, materielle Kurve {\displaystyle b} mit vektoriellem Linienelement {\displaystyle \mathrm {d} {\vec {b}}} zeitlich konstant:
{\displaystyle \Gamma :=\oint _{b}{\vec {v}}\cdot \mathrm {d} {\vec {b}}\quad \Rightarrow \quad {\dot {\Gamma }}={\frac {\mathrm {D} \Gamma }{\mathrm {D} t}}=0\,.}
Der Differentialoperator {\displaystyle {\tfrac {\mathrm {D} }{\mathrm {D} t}}} und der Überpunkt stehen für die substantielle Zeitableitung. Das Flächenintegral der Wirbeldichte über eine beliebige von der Kurve b eingeschlossenen Fläche a, wird Intensität der Wirbelröhre, die die Querschnittsfläche a hat, genannt und ist nach dem Integralsatz von Stokes gleich der Zirkulation der Geschwindigkeit entlang der Kurve b. Die Intensität der Wirbelröhre ist also auch für alle Zeiten gleich. Erst der dritte Helmholtz’sche Wirbelsatz zeigt, dass eine Wirbelröhre nur eine über ihre ganze Länge konstante Intensität hat.

## Erster Helmholtz’scher Wirbelsatz
Der erste Helmholtz’sche Wirbelsatz besagt, dass wirbelfreie Bereiche in idealen Flüssigkeiten wirbelfrei bleiben.
Für den Beweis wird in der Umgebung um ein rotationsfreies Fluidelement eine Kurve, die eine (infinitesimal) kleine Fläche a umschließt, gelegt. Wegen der Kleinheit kann eine über die Fläche konstante, nach Voraussetzung verschwindende Wirbeldichte angenommen werden, deren Flächenintegral die Intensität der Wirbelröhre mit Querschnittsfläche a ist und diese Intensität verschwindet also auch nach Voraussetzung. Die Intensität ist nach dem Kelvin’schen Wirbelsatz eine Erhaltungsgröße, so dass die Wirbeldichte in der Fläche a und mithin auch für das betrachtete Fluidelement für alle Zeiten verschwindet.
| Beweis ohne den Kelvin’schen Wirbelsatz |
| Bildung der Rotation in den Euler-Gleichungen liefert: {\displaystyle {\begin{aligned}{\frac {\partial }{\partial t}}\operatorname {rot} ({\vec {v}})+\operatorname {rot(grad} ({\vec {v}})\cdot {\vec {v}})+{\frac {1}{\rho }}\underbrace {\operatorname {rot(grad} (p))} _{={\vec {0}}}=&{\frac {\partial }{\partial t}}\operatorname {rot} ({\vec {v}})+\underbrace {\operatorname {rot} \left({\frac {1}{2}}\operatorname {grad} ({\vec {v}}\cdot {\vec {v}})\right)} _{={\vec {0}}}-\operatorname {rot} ({\vec {v}}\times \operatorname {rot} {\vec {v}})=\operatorname {rot} ({\vec {k}})\\\rightarrow {\frac {\partial }{\partial t}}\operatorname {rot} ({\vec {v}})=&\operatorname {rot} ({\vec {v}}\times \operatorname {rot} ({\vec {v}}))+\operatorname {rot} ({\vec {k}})\,.\end{aligned}}} Hier wurde die Grassmann-Entwicklung {\displaystyle \operatorname {grad} ({\vec {v}})\cdot {\vec {v}}={\frac {1}{2}}\operatorname {grad} ({\vec {v}}\cdot {\vec {v}})-{\vec {v}}\times \operatorname {rot} ({\vec {v}})} eingesetzt und ausgenutzt, dass Gradientenfelder immer rotationsfrei sind. Das Rechenzeichen {\displaystyle \times } berechnet das Kreuzprodukt. In einem rotationsfreien Schwerefeld ist {\displaystyle \operatorname {rot} ({\vec {k}})={\vec {0}}} und mit dem Wirbelvektor folgt aus der letzten Gleichung: {\displaystyle {\frac {\partial {\vec {\omega }}}{\partial t}}=\operatorname {rot} ({\vec {v}}\times {\vec {\omega }})\,.} Entwicklung des doppelten Kreuzproduktes auf der rechten Seite liefert unter Beachtung von {\displaystyle \operatorname {div} {\vec {v}}=\operatorname {div} {\vec {\omega }}=0} {\displaystyle {\frac {\mathrm {D{\vec {\omega }}} }{\mathrm {D} t}}=\operatorname {grad} ({\vec {v}})\cdot {\vec {\omega }}} Dies ist eine lineare Differentialgleichung erster Ordnung für {\displaystyle {\vec {\omega }}} in {\displaystyle t}. Wenn also jemals irgendwo {\displaystyle {\vec {\omega }}={\vec {0}}} ist, dann muss der Wirbelvektor am Ort des zugehörigen Massenelements immer verschwinden. |

In laminaren Strömungen entstehen daher nicht notwendigerweise Wirbel, wenn die Strömung kurvenreich verläuft. Für die Erzeugung und Vernichtung von Wirbeln in einem  Strömungsfeld eines homogenen Fluids bedarf es der Viskosität (etwas ungenau innere Reibung) des Fluids.:79

## Zweiter Helmholtz’scher Wirbelsatz
Der zweite Helmholtz’sche Wirbelsatz besagt, dass Fluidelemente, die zu irgendeinem Zeitpunkt zu einer Wirbellinie gehören, für alle Zeiten auf dieser Wirbellinie bleiben, die sich mit dem Fluid also mitbewegt und daher eine materielle Linie ist.
Zum Beweis wird eine Wirbelfläche betrachtet, deren Normalenvektor definitionsgemäß überall senkrecht zur Wirbeldichte ist. Eine geschlossene Kurve schneide aus der Wirbelfläche ein Gebiet aus. Das Flächenintegral der Rotation der Geschwindigkeit, der Wirbeldichte, verschwindet also über dem Gebiet und ist gleich der Zirkulation der Geschwindigkeit entlang der in der Wirbelfläche liegenden Kurve. Nach dem Kelvin’schen Wirbelsatz bleibt die Zirkulation dieser als materiell aufgefassten Kurve konstant null, weswegen die Fluidelemente entlang der Kurve auf der Wirbelfläche verbleiben. Eine Wirbellinie kann als Schnittmenge zweier Wirbelflächen definiert werden. Weil die Fluidelemente entlang dieser Wirbellinie an beide Wirbelflächen gleichzeitig gebunden sind, müssen die Fluidelemente auf der Wirbellinie verbleiben.

## Dritter Helmholtz’scher Wirbelsatz

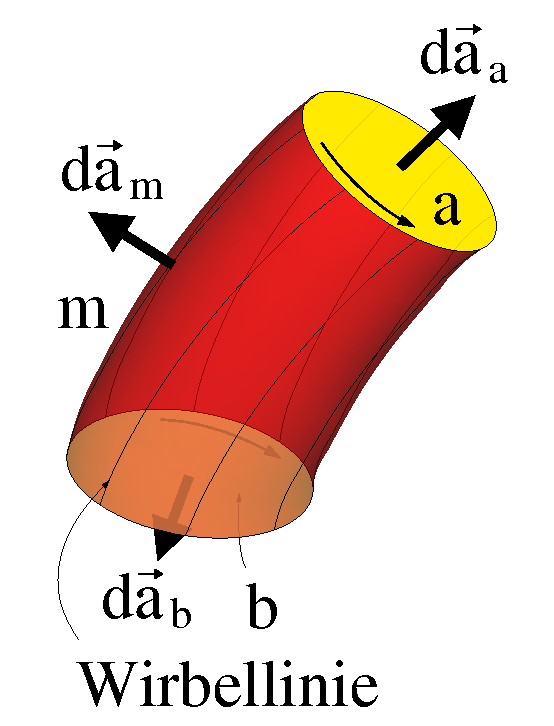
Stück einer Wirbelröhre (rot) mit Querschnittsflächen a und b sowie Mantelfläche m

Der dritte Helmholtz’sche Wirbelsatz besagt, dass die Zirkulation entlang einer Wirbelröhre konstant ist.
Zum Beweis wird ein endlich langes Stück einer Wirbelröhre gedanklich herausgeschnitten, das also von zwei Querschnittsflächen a und b und von einer Mantelfläche m zwischen den beiden Querschnitten berandet ist, siehe Bild. Auf das endliche Volumen v des Wirbelröhrenstücks wird der Gauß’sche Integralsatz angewendet:
{\displaystyle 0=\int _{v}\operatorname {div(rot} ({\vec {v}}))\,\mathrm {d} v=\int _{v}\operatorname {div} ({\vec {\omega }})\,\mathrm {d} v=\int _{a}{\vec {\omega }}\cdot \,\mathrm {d} {\vec {a}}_{a}.+\int _{b}{\vec {\omega }}\cdot \,\mathrm {d} {\vec {a}}_{b}+\int _{m}{\vec {\omega }}\cdot \,\mathrm {d} {\vec {a}}_{m}\,.}
Die Differentiale {\displaystyle \mathrm {d} {\vec {a}}_{a},\,\mathrm {d} {\vec {a}}_{b},\,\mathrm {d} {\vec {a}}_{m}} sind die vektoriellen, nach außen gerichteten Oberflächenelemente der Flächen a, b bzw. m. Entlang der Mantelfläche m der Wirbelröhre ist der Wirbelvektor per Definition parallel zur Oberfläche, so dass das Skalarprodukt mit dem vektoriellen Flächenelement {\displaystyle \mathrm {d} {\vec {a}}_{m}} verschwindet und die gesamte Mantelfläche zur obigen Summe nichts beiträgt, also:
{\displaystyle \int _{a}{\vec {\omega }}\cdot \,\mathrm {d} {\vec {a}}_{a}=-\int _{b}{\vec {\omega }}\cdot \,\mathrm {d} {\vec {a}}_{b}\,.}
Die vektoriellen Flächenelemente auf den Querschnittsflächen a und b sind nach außen orientiert und daher einander entgegen gerichtet. Wird eine der beiden Querschnittsflächen umorientiert, dann wechselt ihr Flächenintegral das Vorzeichen und die Intensitäten der Wirbelröhre auf beiden Querschnittsflächen erweisen sich als identisch. Die Intensitäten sind aber gleich den Zirkulationen, woraus die Aussage des Satzes folgt.
Wirbelröhren können also im Fluid weder beginnen noch enden und sind daher – wie die Stromlinien in divergenzfreien Strömungen – geschlossen, buchstäblich unendlich oder laufen auf den Rand. Wenn sich die Wirbelröhre lokal einschnürt, dann muss an dieser Stelle die Wirbeldichte zunehmen.
Der zweite und dritte Helmholtz’sche Wirbelsatz begründen die bemerkenswerte Stabilität von Rauchringen. In der Realität werden Rauchringe jedoch auf Grund von Dissipation, die im Beweis der Sätze unberücksichtigt bleibt, nach endlicher Zeit zerfallen. Auch die durch einen Quirl erzeugte, durch den ganzen Wasserkörper reichende Wirbelröhre verschwindet nach dem Abschalten des Küchengeräts nach einer Weile aus demselben Grund.